# Scutelliseta albicoxa
Scutelliseta albicoxa är en tvåvingeart som beskrevs av Richards 1969. Scutelliseta albicoxa ingår i släktet Scutelliseta och familjen hoppflugor. Inga underarter finns listade i Catalogue of Life.